# Sentimentally Falling
"Sentimentally Falling" er en den tredje single fra det danske indieband The Rumour Said Fire. Den blev udgivet den 20. september i 2010. Sangen er også en del af The Rumour Said Fire's debut album, The Arrogant der udkom i 2009.
| Nr. | Sang                  | Tid  |
| --- | --------------------- | ---- |
| 1   | Sentimentally Falling | 3:12 |